# Vattenfall Cyclassics 2010
La Vattenfall Cyclassics 2010 era la 15a edició de la cursa ciclista Vattenfall Cyclassics. Es va disputar el diumenge 15 d'agost de 2010 en un recorregut de 216,6 km que tenia l'origen i final a Hamburg.
La victòria fou per l'estatunidenc Tyler Farrar, que s'imposà en un esprint massiu per davant d'Edvald Boasson Hagen i André Greipel. Amb aquesta victòria Farrar es converteix en el primer ciclista a guanyar dues edicions de la Vattenfall Cyclassics.

## Equips participants
En la cursa hi prenen part 21 equips de 8 ciclistes cadascun, per a un total de 168 ciclistes.
| - Ag2r-La Mondiale - Astana Qazaqstan Team - Caisse d'Epargne - Euskaltel–Euskadi - Footon-Servetto-Fuji - Française des Jeux - Garmin-Transitions | - Lampre-Farnese Vini - Liquigas-Doimo - Omega Pharma-Lotto - Quick Step - Rabobank - Team Sky - Team HTC-Columbia | - Team Katusha - Team Milram - Team RadioShack - Team Saxo Bank - Vacansoleil - BMC Racing Team - Skil-Shimano |

## Classificació
|    | Ciclista                   | Equip                 | Temps      | Calendari mundial UCI Punts |
| -- | -------------------------- | --------------------- | ---------- | --------------------------- |
| 1  | Tyler Farrar (USA)         | Garmin-Transitions    | 5h 02' 36" | 80                          |
| 2  | Edvald Boasson Hagen (NOR) | Team Sky              | m. t.      | 60                          |
| 3  | André Greipel (GER)        | Team HTC-Columbia     | m. t.      | 50                          |
| 4  | Alexander Kristoff (NOR)   | BMC Racing Team       | m. t.      | 40                          |
| 5  | Allan Davis (AUS)          | Astana Qazaqstan Team | m. t.      | 30                          |
| 6  | Daniele Bennati (ITA)      | Liquigas-Doimo        | m. t.      | 20                          |
| 7  | Tom Leezer (NED)           | Rabobank ProTeam      | m. t.      | 10                          |
| 8  | Enrique Mata (ESP)         | Footon-Servetto-Fuji  | m. t.      | 8                           |
| 9  | Sébastien Hinault (FRA)    | Ag2r-La Mondiale      | m. t.      | 6                           |
| 10 | Marco Marcato (ITA)        | Vacansoleil           | m. t.      | 2                           |